# عوينات الزبل
عوينات الزبل هي قرية وبلدية تقع في الحوض الشرقي جنوب شرق الجمهورية الإسلامية الموريتانية.
بلغ عدد سكانها في عام 2000 حوالي 6873 نسمة.